# Produto de inércia
Em mecânica clássica, o produto de inércia mede a anti-simetria da distribuição de massa de um corpo em relação a um par de eixos e em relação ao seu baricentro. A unidade de medida do produto de inércia no Sistema Internacional de Unidades é {\displaystyle {\text{kg}}\cdot {\text{m}}^{2}}.

## Corpos rígidos com densidade variável
Em um corpo rígido os produtos de inércia são as componentes do tensor de inércia que localizam-se fora da diagonal principal. {\displaystyle \left\{{\tilde {\mathbf {I} }}\right\}_{ij}\equiv I_{ij}~~i\neq j}
Suponha um corpo rígido que possua massa {\displaystyle M}, contenha {\displaystyle N} partículas e seja descrito em um sistema com {\displaystyle p} coordenadas, o tensor de inércia é dado por
{\displaystyle I_{ij}=\sum _{\alpha =1}^{N}m_{\alpha }\left(\delta _{i}^{j}\sum _{n=1}^{p}x_{\alpha ,n}^{2}-x_{\alpha ,i}x_{\alpha ,j}\right)~~~(1)}
então para {\displaystyle i\neq j}
as componentes do tensor tornam-se
{\displaystyle I_{ij}=\sum _{\alpha }m_{\alpha }\left(-x_{\alpha ,i}x_{\alpha ,j}\right)=-\sum _{\alpha }m_{\alpha }\left(x_{\alpha ,i}x_{\alpha ,j}\right)\equiv -\sum _{m}\sum _{n}...\sum _{q}\left(\rho \left(x_{m}^{1},x_{n}^{2},...,x_{q}^{p}\right)x_{m}^{1}x_{n}^{2}...x_{q}^{p}\right)x_{m,n,..,q}^{i}x_{m,n,...,q}^{j}~~~(2)}
onde {\displaystyle \rho \left({\vec {x}}\right)=\rho } é a densidade de massa.
{\displaystyle M=\sum _{\alpha }m_{\alpha }=-\sum _{m}\sum _{n}...\sum _{q}\left(\rho \left(x_{m}^{1},x_{n}^{2},...,x_{q}^{p}\right)x_{m}^{1}x_{n}^{2}...x_{q}^{p}\right)~~~(3)}
Separando-se a função em partições {\displaystyle \wp } e fazendo a norma da partição ficar pequena o suficiente obtém-se
{\displaystyle \lim _{\|\wp \|\to 0}-\sum _{m}\sum _{n}...\sum _{q}\left(\rho \left(x_{m}^{1},x_{n}^{2},...,x_{q}^{p}\right)x_{m}^{1}x_{n}^{2}...x_{q}^{p}\right)x_{m,n,..,q}^{i}x_{m,n,...,q}^{j}=-\iint ...\int \rho \left({\vec {x}}\right)x^{i}x^{j}d^{q}x~~~~~(4)}
(note que {\displaystyle x^{i}x^{j}\equiv x_{i}x_{j}})
utilizando o lado esquerdo da Equação (2) com o mesmo argumento que usamos para chegar à integral q-upla em (4), obtemos o mesmo resultado.
{\displaystyle \lim _{\|\wp \|\to 0}-\sum _{\alpha }m_{\alpha }\left(x_{\alpha ,i}x_{\alpha ,j}\right)=-\int x^{i}x^{j}dm\equiv -\int x_{i}x_{j}dm~~~(5)}
que é o produto de inércia no referido sistema de coordenadas. Para o sistema de coordenadas cartesiano, por exemplo, a integral acima se reduz à uma integral de volume (tripla)
{\displaystyle I_{ij}=\int \limits _{C}x_{i}x_{j}\,dm\equiv \iiint \limits _{Q}x_{i}x_{j}\rho (x_{1},x_{2},x_{3})d^{3}x~~~(6)}

## Eixos principais de inércia
Fixando-se arbitrariamente uma origem O em qualquer sistema material S, existe um referencial ortogonal Oxyz tal que:
{\displaystyle I_{xy}=I_{yz}=I_{zx}\,\!}
Estes eixos são denominados eixos principais de inércia em relação a origem {\displaystyle {\mathcal {O}}}.
Caso {\displaystyle {\mathcal {O}}} seja coincidente com o centro de gravidade {\displaystyle {\vec {g}}_{_{eff}}}, os eixos principais de inércia são também chamados de eixos centrais de inércia. 